# Кайл, Крис
Кристофер Скотт «Крис» Кайл (англ. Christopher «Chris» Scott Kyle; 8 апреля 1974, Одесса (Техас, США) — 2 февраля 2013, Глен-Роз) — военнослужащий подразделения SEAL («Морские котики») США. Считался наиболее результативным снайпером в истории Вооружённых сил США, во время службы в Ираке убил 255 противников, из которых 160 были официально подтверждены Министерством обороны США.

## Биография
Кристофер Скотт Кайл родился 8 апреля 1974 года в городе Одесса, штат Техас, в семье школьной учительницы Деборы Мерсер и священнослужителя Уэйна Кеннета Кайла. В возрасте восьми лет получил от отца в подарок винтовку Springfield. Часто охотился вместе с отцом и младшим братом. Семье принадлежала скотоводческая ферма и Кайл с молодых лет стал работать по хозяйству. В 1992 году окончил среднюю школу в Мидлотиане, шт. Техас. Подростком начал выступать на родео, после окончания школы стал профессиональным ковбоем, однако его карьера оборвалась, когда на одном из выступлений он серьёзно повредил себе руку. В 1992—1994 годах учился в Университете Тарлтона, изучая зоотехнию.
Поскольку выступать профессионально в родео Кайл не мог, а работа управляющим фермой его не привлекала, он решил пойти на военную службу. Изначально Кайл не собирался служить в ВМС — он хотел поступить в части специального назначения Морской пехоты США. Однако вербовщик предложил ему попробовать себя на службе в «морских котиках». Первая попытка попасть на отборочный курс окончилась неудачей — ему было отказано по медицинским показаниям из-за старой травмы руки. Однако в 1999 году Кайл всё-таки был отобран и приступил к прохождению базового курса подготовки «морских котиков» (BUD/S) в Коронадо, штат Калифорния, который успешно окончил в марте 2001 года, выпуск № 233.
После выпуска Кайл был распределён в 3-й отдельный отряд SEAL. Обучался на курсах снайперов спецподразделений флота под руководством известного снайпера Брендона Уэбба. Четыре раза направлялся в боевые командировки в Ирак. Первой его жертвой, с его слов, была женщина, которая собиралась атаковать группу американских солдат с гранатой. Был дважды ранен. Принимал участие во второй битве за Фаллуджу. В Эр-Рамади его называли «Дьявол Рамади» (Al-Shaitan Ramad), была назначена награда в 20 тысяч долларов за его голову, позже увеличена до 80 тысяч. Кайл считается одним из самых результативных снайперов вооружённых сил США за всю их историю, на счету которого официально более 150 уничтоженных противников (предыдущий рекорд составляет 109 подтверждённых ликвидаций) — что касается общего числа уничтоженных Кайлом живых целей, то предполагается, что их более 200. Точное количество Министерство обороны США не раскрывает. Самым дальним его выстрелом считается убийство боевика, вооружённого снайперской винтовкой Драгунова, на расстоянии 1920 м. По собственным словам Кайл был дважды удостоен Серебряной звезды, третьей по значимости боевой награды, и награждён пятью Бронзовыми звёздами. Однако в июне 2016 года командование ВМС США официально заявило, что эта информация не соответствует действительности и представило официальный наградной лист Кайла, из которого следует, что Кайл был награждён Серебряной звездой только один раз, а Бронзовой звездой — четыре, с префиксом «V» («Valor») за героизм на поле боя.
В 2009 году вышел в отставку и с женой и двумя детьми переехал в свой родной город Мидлотиан, шт. Техас. Работал в должности главы предприятия Craft International, которое обеспечивало подготовку снайперов и телохранителей. В 2012 году выпустил автобиографическую книгу «Американский снайпер».

## Гибель
2 февраля 2013 года, Кайл в компании Чеда Литтлфилда (Chad Littlefield) и Эдди Рэя Рута (Eddie Ray Routh) приехал на стрельбище в округе Эрат в центральной части Техаса. 35-летний Литтлфилд был другом Кайла, они жили по соседству и вместе занимались спортом. С 25-летним Рутом они познакомились незадолго до этого происшествия и стрелять вместе с ним отправились впервые. И у Кайла и у Литтфилда при себе имелись пистолеты (разные модификации Кольта 1911), но в ходе следствия выяснилось, что они ими не воспользовались — пистолеты находились в кобурах и на предохранителе.

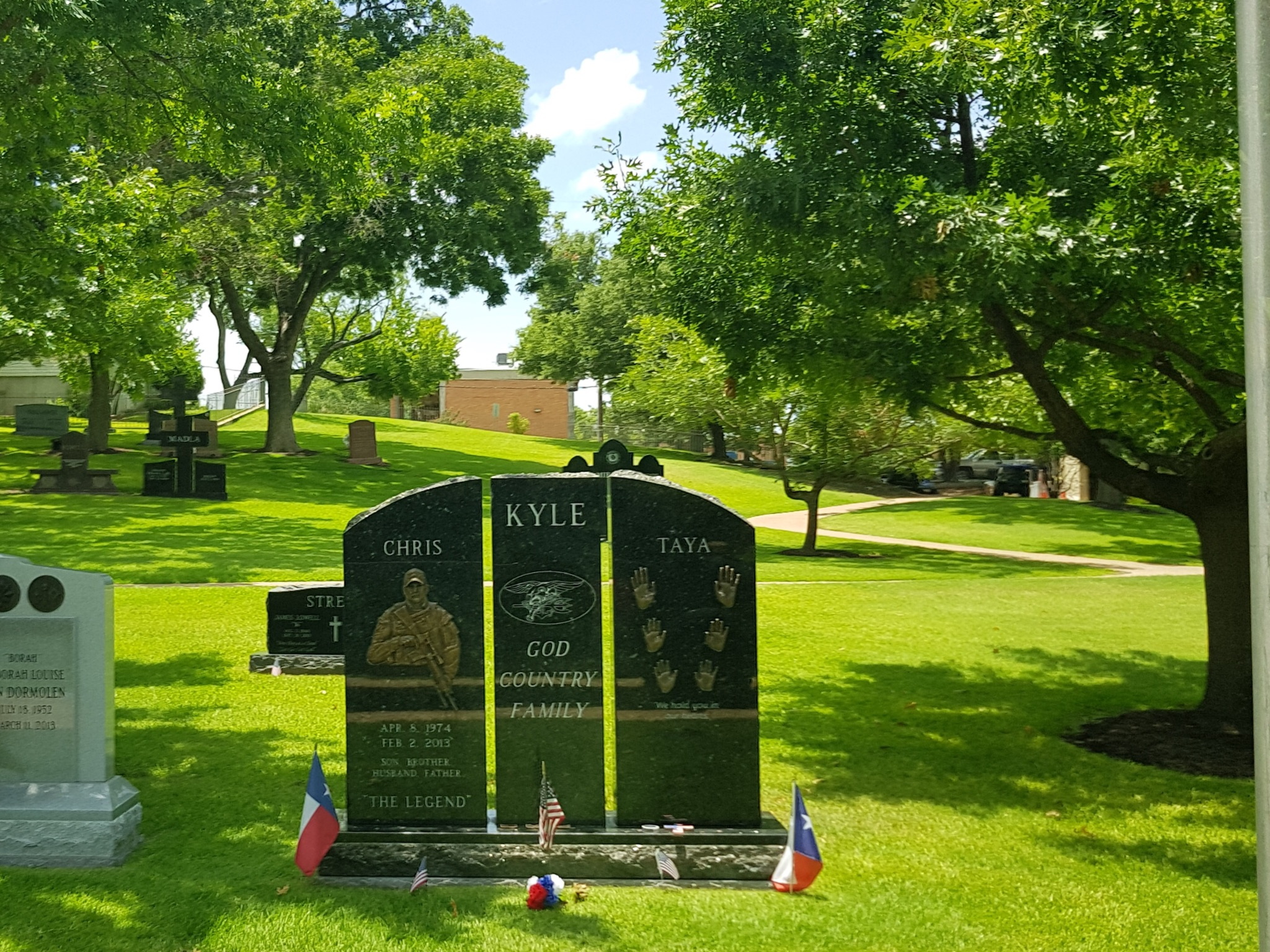
Памятник на могиле Криса Кайла

Эдди Рэй Рут (дата рождения 30 сентября 1987 года) служил в морской пехоте с 2004 по 2011 годы. В 2007 году был направлен в командировку в Ирак, где выполнял обязанности оружейника и охранника тюрьмы. В 2010 году принимал участие в гуманитарной миссии на Гаити. Был уволен из КМП США в 2011 году в звании капрала.
После увольнения со службы он так и не обзавёлся постоянной работой, как минимум, один раз его арестовывали за вождение в нетрезвом виде. В 2011 году у Рута диагностировали посттравматическое стрессовое расстройство, а также шизофрению. Он принимал нейролептики, антидепрессанты, помимо этого он серьёзно злоупотреблял алкоголем. По свидетельствам врачей, Рут испытывал слуховые галлюцинации, был обуреваем приступами паранойи и испытывал суицидальные настроения.
Как заявил шериф округа Эрат Томми Брайант (Tommy Bryant): 
Мать подозреваемого долгое время работала школьной учительницей. Быть может, именно она обратилась к господину Кайлу, чтобы тот попытался помочь её сыну. Мы склонны думать, что они оказались на стрельбище, потому что это была часть используемой господином Кайлом терапии.
 Эту версию подтверждает и друг Кайла, директор благотворительного фонда FITCO Cares Трэвис Кокс (Travis Cox): 
Мне известно, что Крис и второй джентльмен, Чед Литтлфилд, взяли с собой на стрельбище ветерана, страдающего посттравматическим расстройством, чтобы помочь ему.

Спустя несколько месяцев после убийства, Рут рассказал заместителю шерифа округа Эрат Джину Коулу (Gene Cole), что застрелил Кайла и Литтлфилда потому, что они с ним не разговаривали по пути на стрельбище: 
Я ехал на заднем сидении, и никто со мной не разговаривал. Они просто везли меня на стрельбище. Так что я их застрелил. Мне жаль, что я так поступил, но они со мной не разговаривали.
Согласно показаниям свидетелей, Кайл, Литтлфилд и Рут приехали на стрельбище в 15:15 по местному времени. В какой-то момент Рут открыл по товарищам огонь из пистолетов, а затем скрылся. Судмедэксперт обнаружил на теле Кайла шесть ранений от пуль 45 калибра, два из них были безусловно смертельными. В Литтлфилда стреляли семь раз — по характеру ран пули были выпущены из 9-миллиметрового «Зиг Зауэра». Этот пистолет был обнаружен в ходе обыска Рута при его задержании. С места преступления убийца сбежал на принадлежащем Кайлу пикапе Ford Super Duty и отправился в Мидлотиан, где проживала его сестра Лора Блевинс и её муж. Рассказав о содеянном родственникам, которые тут же позвонили в службу 911, Рут отправился дальше в сторону Ланкастера, южного пригорода Далласа. После непродолжительного преследования, Рут не справился с управлением, врезался в полицейскую машину и был задержан полицией.
Трупы Кайла и Литтлфилда были обнаружены в 16:50 местного времени егерем, Джастином Небурсом (Justin Nabours), который позвонил в службу 911.

Памятник Крису Кайлу в его родном городе Одесса

Руту было предъявлено обвинение в убийстве с отягчающими обстоятельствами двух и более лиц. 24 февраля 2015 года он был приговорён к пожизненному заключению без права на досрочное освобождение и пересмотр приговора — по соглашению сторон, обвинение решило не настаивать на смертной казни. Он отбывает наказание в тюрьме Рэмси, округ Бразория.
Панихида по Крису Кайлу прошла на стадионе AT&T 11 февраля 2013 года. На следующий день он был погребён на Кладбище штата Техас в Остине.

## Оружие
Кайл использовал различные типы огнестрельного оружия, наиболее подходящие для выполнения тех или иных задач:
- в составе обычного патруля — полуавтоматическую винтовку SR-25;
- при выполнении задач в городе (патрулирование и поддержка других подразделений) — модифицированную винтовку со складным прикладом 5.56 NATO Mk 12 Designated Marksman Rifle, позволяющую вести автоматический огонь;
- снайперскую винтовку Accuracy International AWM;
- для выстрелов на дальние дистанции Кайл использовал различные винтовки под снайперский патрон .338 Lapua Magnum, в частности McMillan TAC-338[англ.] от фирмы McMillan Firearms[англ.]. В своей книге он писал, что данная винтовка имеет сравнимую дальность с винтовками TAC-50, но значительно превосходит их в мобильности. Рекордный выстрел Кайла, дальность которого составляла 1920 метров, был сделан именно из этой винтовки[5].

## Фильм
В ноябре 2014 года состоялась премьера фильма «Снайпер», созданного по мотивам биографии Криса Кайла. Режиссёром фильма выступил Клинт Иствуд, а главную роль сыграл Брэдли Купер. 16 января 2015 года фильм вышел в широкий кинопрокат и был номинирован на 6 премий «Оскар», включая «Лучший фильм», «Лучший адаптированный сценарий» и «Лучшая мужская роль», но получил «Оскар» только в номинации «Лучший монтаж звука».